# Aleksiej Tatiszczew
Aleksiej Daniłowicz Tatiszczew (ros. Алексе́й Дани́лович Тати́щев; 1699 – 12 (21) września 1760) – rosyjski arystokrata, generał en-chief (od 1757), szambelan, senator.
Syn Daniły Michajłowicza Tatiszczewa, brat Afanasija Aleksiejewicza Tatiszczewa. Zajmował kolejno różne stanowiska na dworze cesarskim, rozpoczynając karierę jeszcze za czasów Piotra I. W latach 1735–1739 brał udział w wojnie tureckiej. W 1742 roku awansowany został do rangi generał-porucznika z równoczesnym powierzeniem funkcji generał-policmajstra (gubernatora) Petersburga.